# Studenci (Ljubuški)
Pour les articles homonymes, voir Studenci.
Studenci (en cyrillique : Студенци) est un village de Bosnie-Herzégovine. Il est situé dans la municipalité de Ljubuški, dans le canton de l'Herzégovine de l'Ouest et dans la fédération de Bosnie-et-Herzégovine. Selon les premiers résultats du recensement bosnien de 2013, il compte 1 155 habitants.

## Histoire
Sur le territoire du village se trouve la nécropole de Mramorje qui abrite 74 stećci, type particulier de tombes médiévales ; elle est inscrite sur la liste des monuments nationaux de Bosnie-Herzégovine.

## Démographie

### Évolution historique de la population
| 1948  | 1953  | 1961  | 1971  | 1981  | 1991  | 2013  |
| ----- | ----- | ----- | ----- | ----- | ----- | ----- |
| 1 111 | 1 160 | 1 082 | 1 237 | 1 144 | 1 190 | 1 155 |

|  |

### Communauté locale
En 1991, la communauté locale de Studenci comptait 1 671 habitants, répartis de la manière suivante :